# Monte degli Ulivi
Il monte degli Ulivi o monte Oliveto (in ebraico הר הזיתים‎?, Har HaZeitim; in arabo جبل الزيتون‎?, Jabal az-Zaytūn, o جبل الطور‎, Jabal aṭ-Ṭūr ["monte della Sommità"]; in latino Mons Olearum) è una montagna situata ad est di Gerusalemme.
È chiamato così dalle piante di olivo di cui, in antichità, i suoi fianchi erano coperti. Ai piedi del monte si trova il Getsemani (detto anche orto degli Ulivi), dove, secondo i Vangeli, Gesù si ritirò prima della Passione.
I soldati romani si accamparono sul monte durante l'assedio di Gerusalemme del 70 durante la prima guerra giudaica. Tale assedio portò alla distruzione della città ed in particolare del Secondo Tempio.

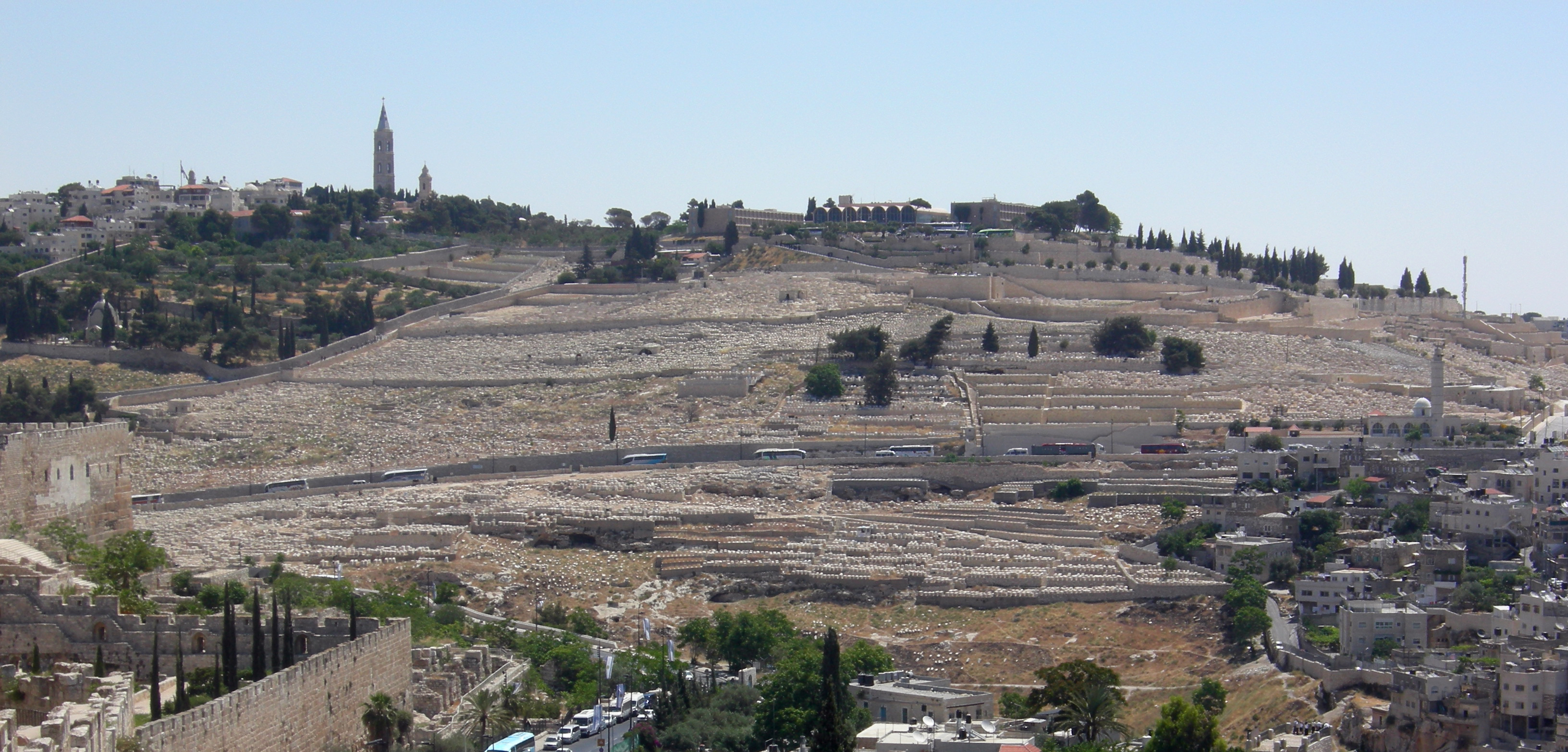
Veduta del monte dalla Città Vecchia di Gerusalemme

Sul monte si sono verificano molti eventi biblici importanti. In Zaccaria 14:4 il esso è identificato come il luogo da cui Dio comincerà a far rinascere i morti alla fine dei secoli, prima del Giudizio Universale. Per questo motivo, gli ebrei hanno sempre cercato di essere sepolti sulla montagna; fin dall'epoca del Secondo Tempio, il monte è stato usato come cimitero per gli ebrei di Gerusalemme. Si valuta che vi siano 150.000 tombe.
Al confine fra il monte degli Ulivi e Gerusalemme sorge la valle del Cedron, dove il re Davide si rifugiò in lacrime dopo l'usurpazione del trono da parte del figlio Assalonne (1 Samuele 15:23.30). Mille anni più tardi, la stessa via fu percorsa da Gesù nella direzione opposta: di ritorno da Gerico, il Messia pianse alla sua ultima vista dei resti della Città Santa (Luca 19:41.44).

## Galleria d'immagini

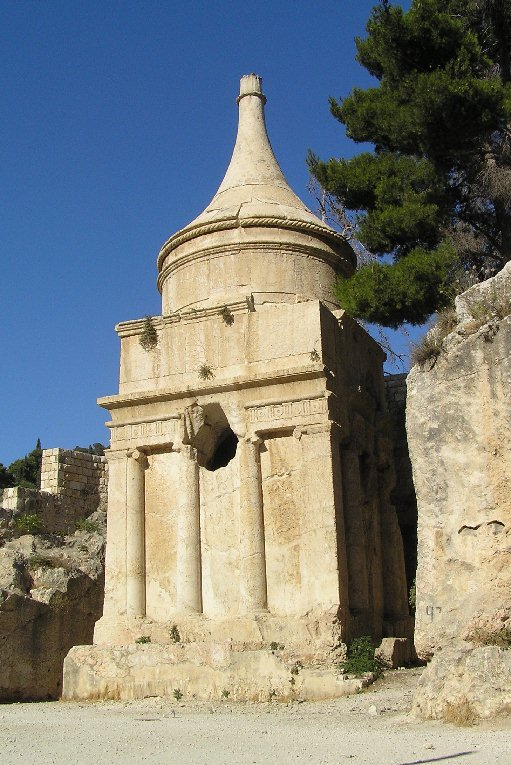
Tomba di Assalonne
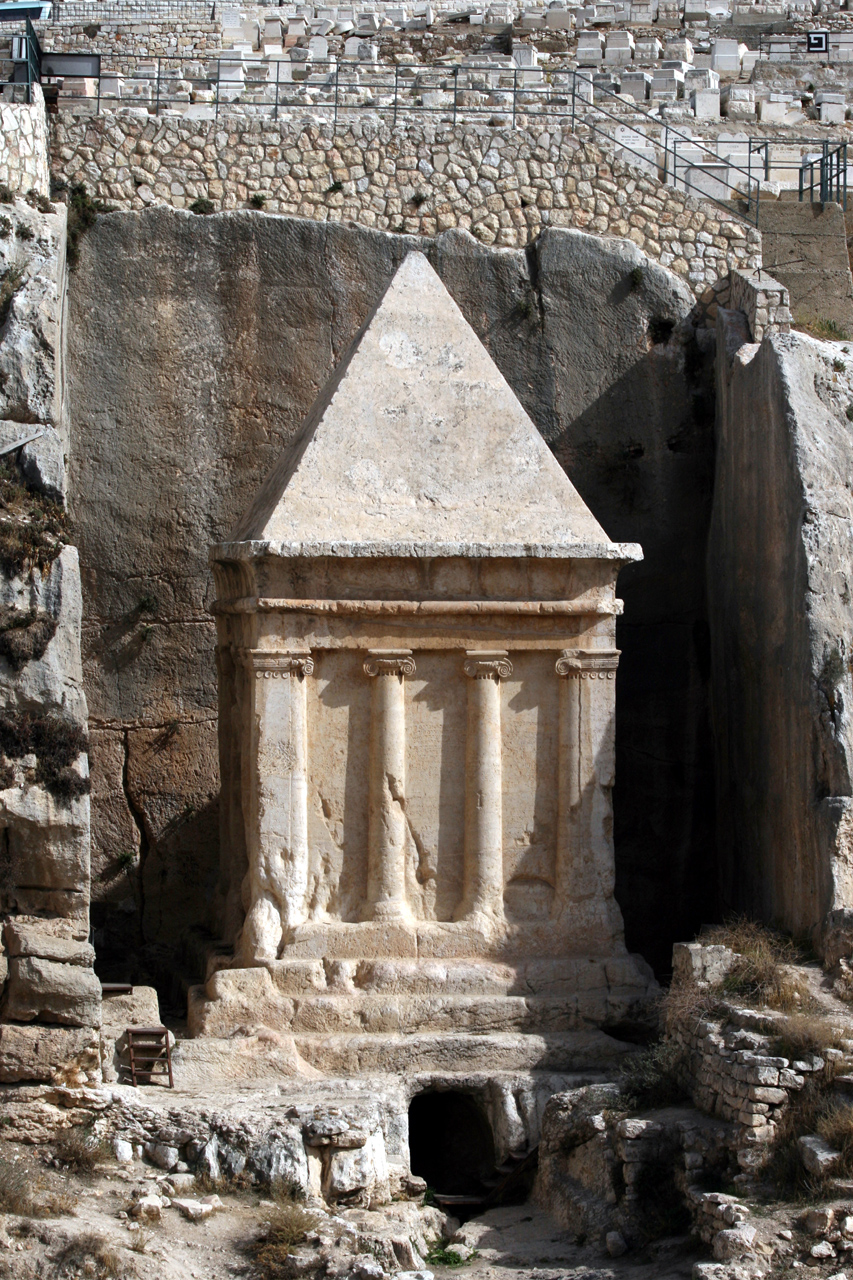
Tomba di Zaccaria
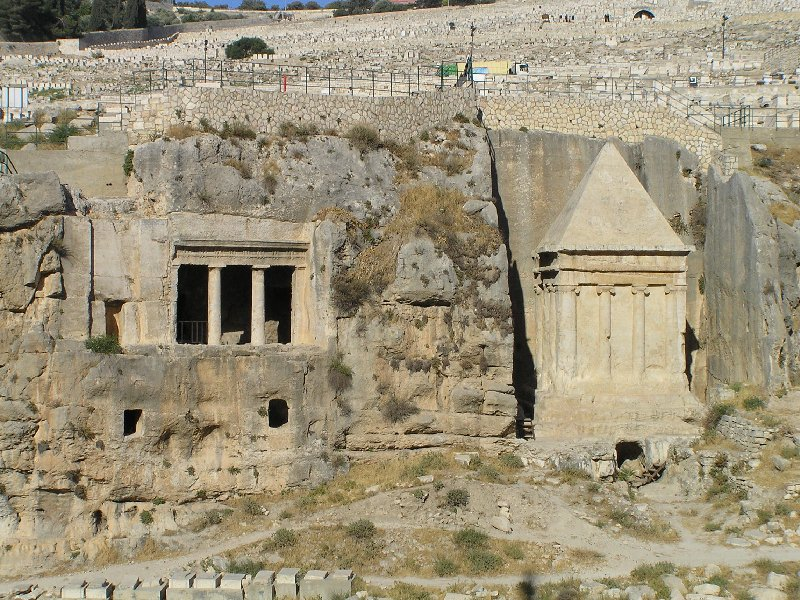
Tomba degli Hezir e tomba di Zaccaria
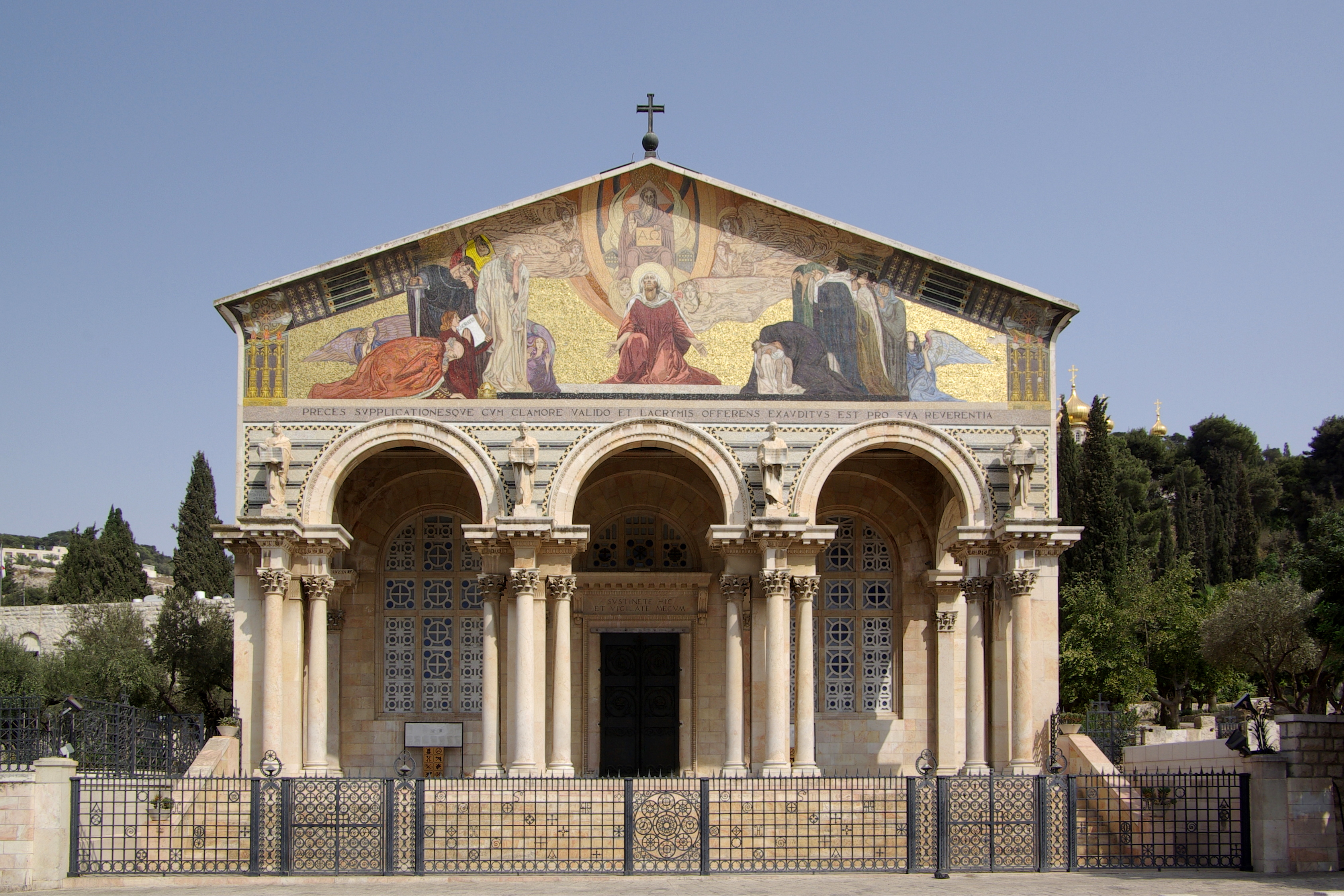
Chiesa di tutte le Nazioni
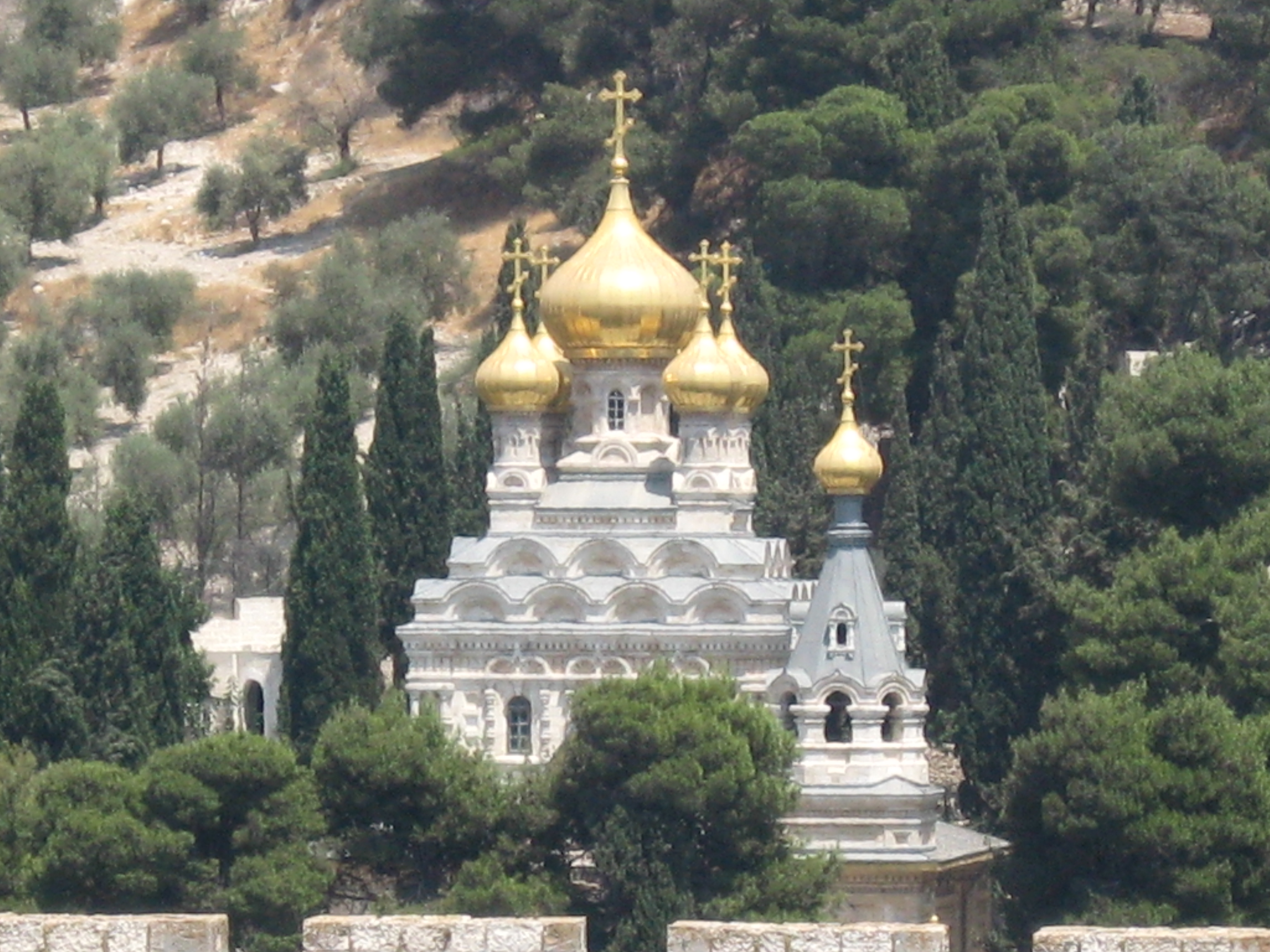
Chiesa di Maria Maddalena
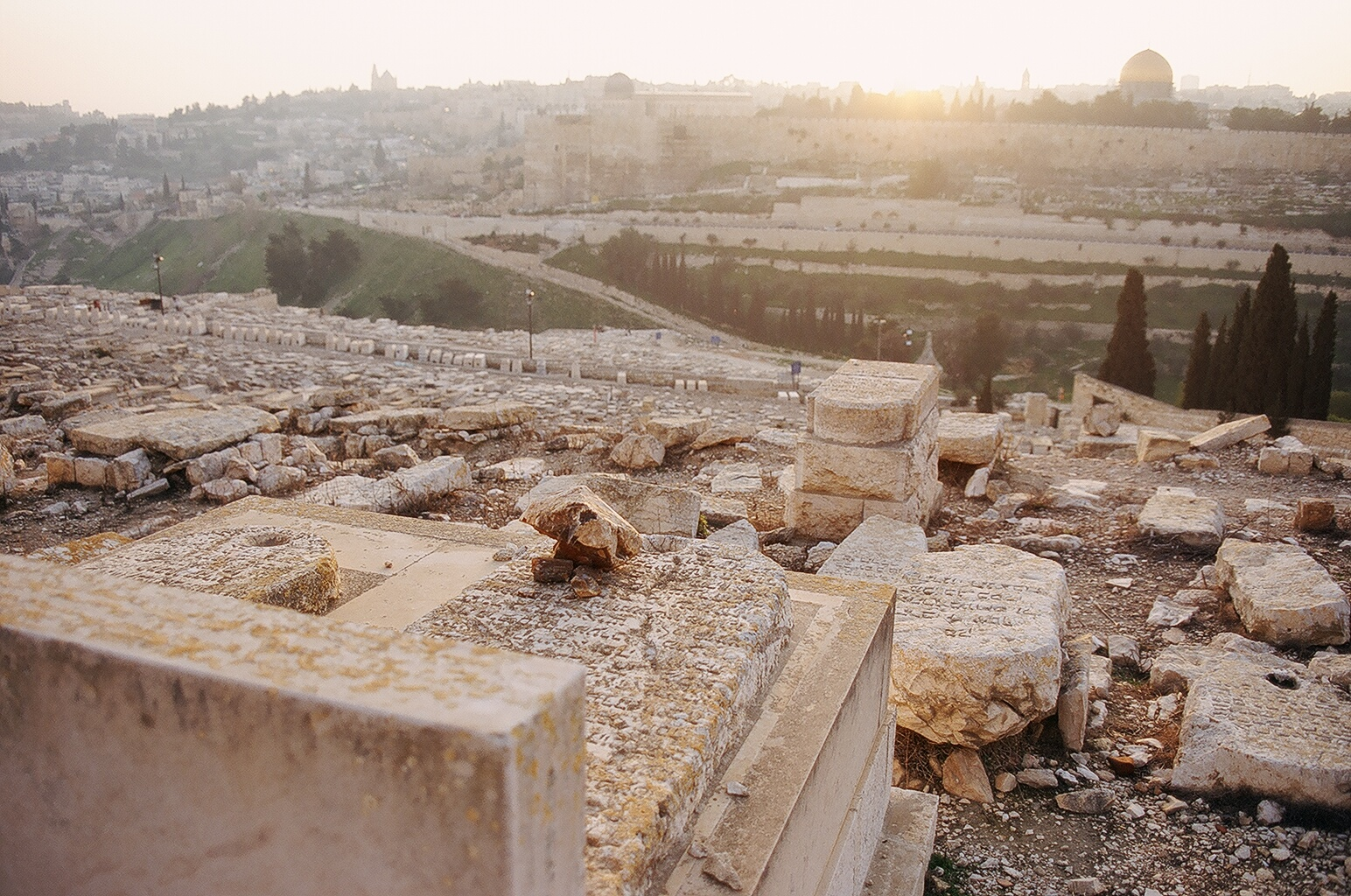
Il cimitero ebraico sul monte degli Ulivi e sullo sfondo la città di Gerusalemme
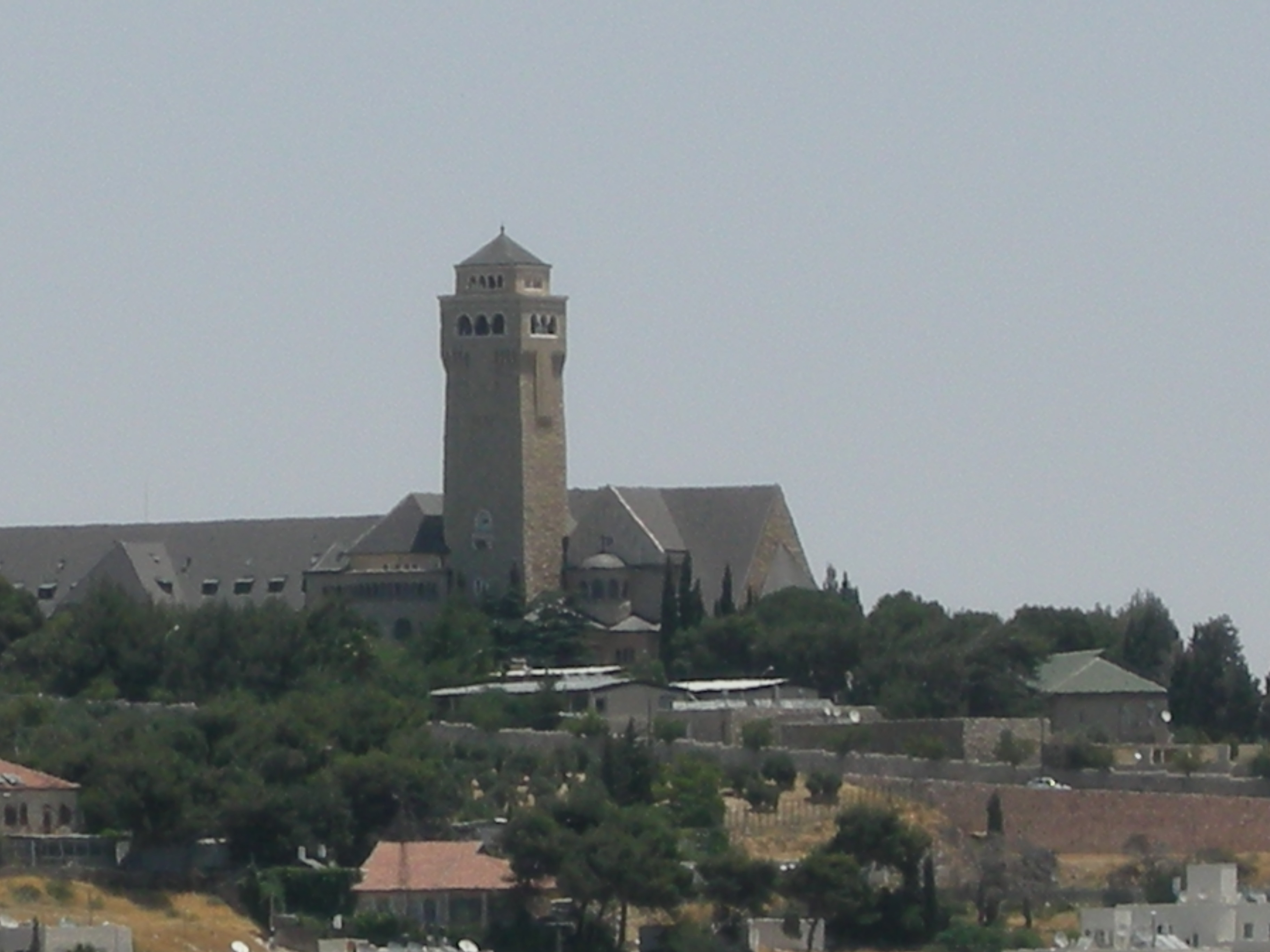
Ospedale Augusta Victoria
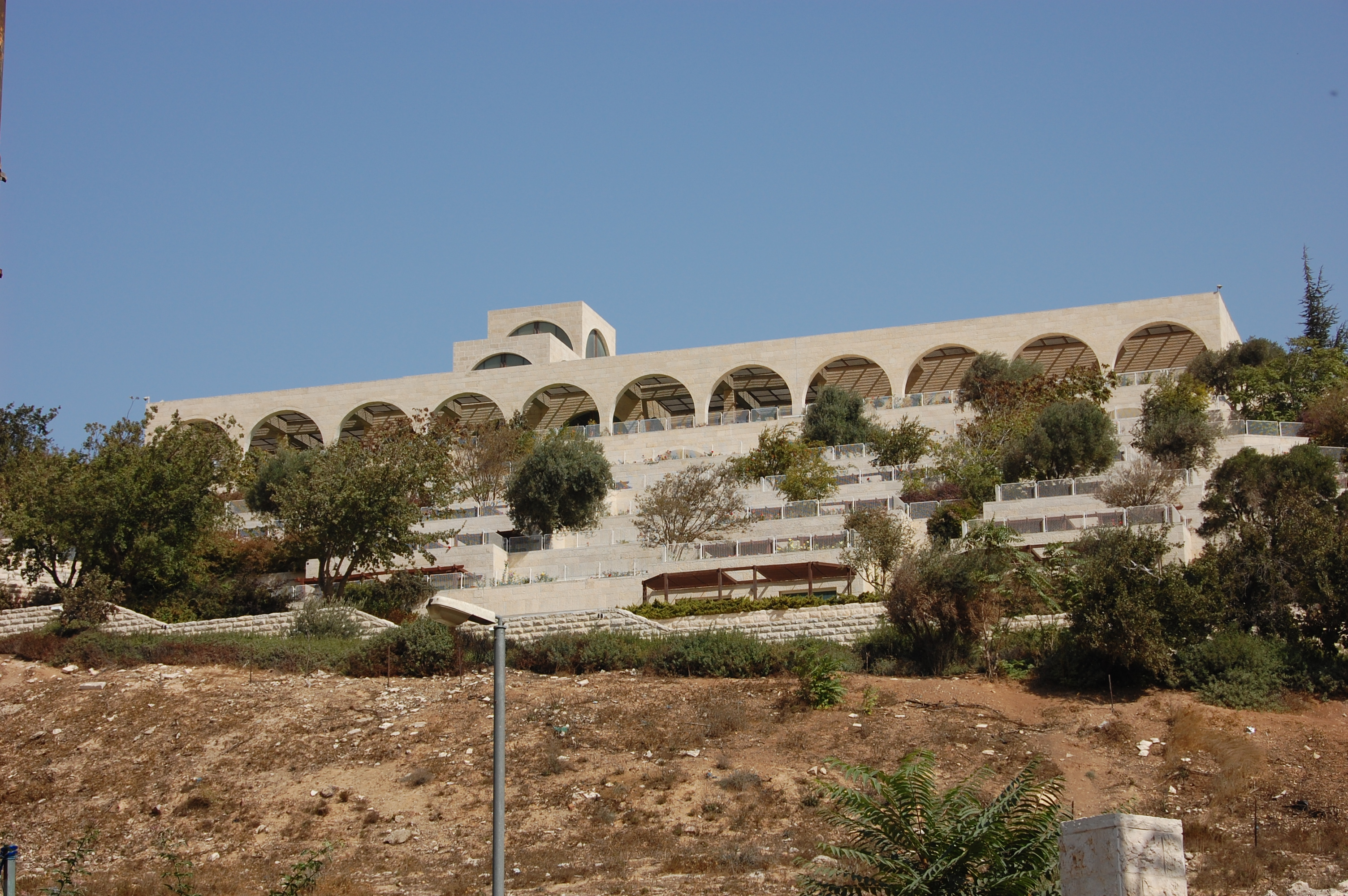
Università Brigham Young

## Luoghi importanti collocati sul monte degli Ulivi
- Tomba di Assalonne
- Tomba di Zaccaria
- Chiesa del Pater Noster
- Chiesa di tutte le Nazioni
- Chiesa di Maria Maddalena
- Chiesa del Dominus Flevit
- Getsemani
- Chiesa dell'Ascensione
- Chiesa dell'Assunzione di Maria (tomba di Maria)